# نیروهای مسلح مصر

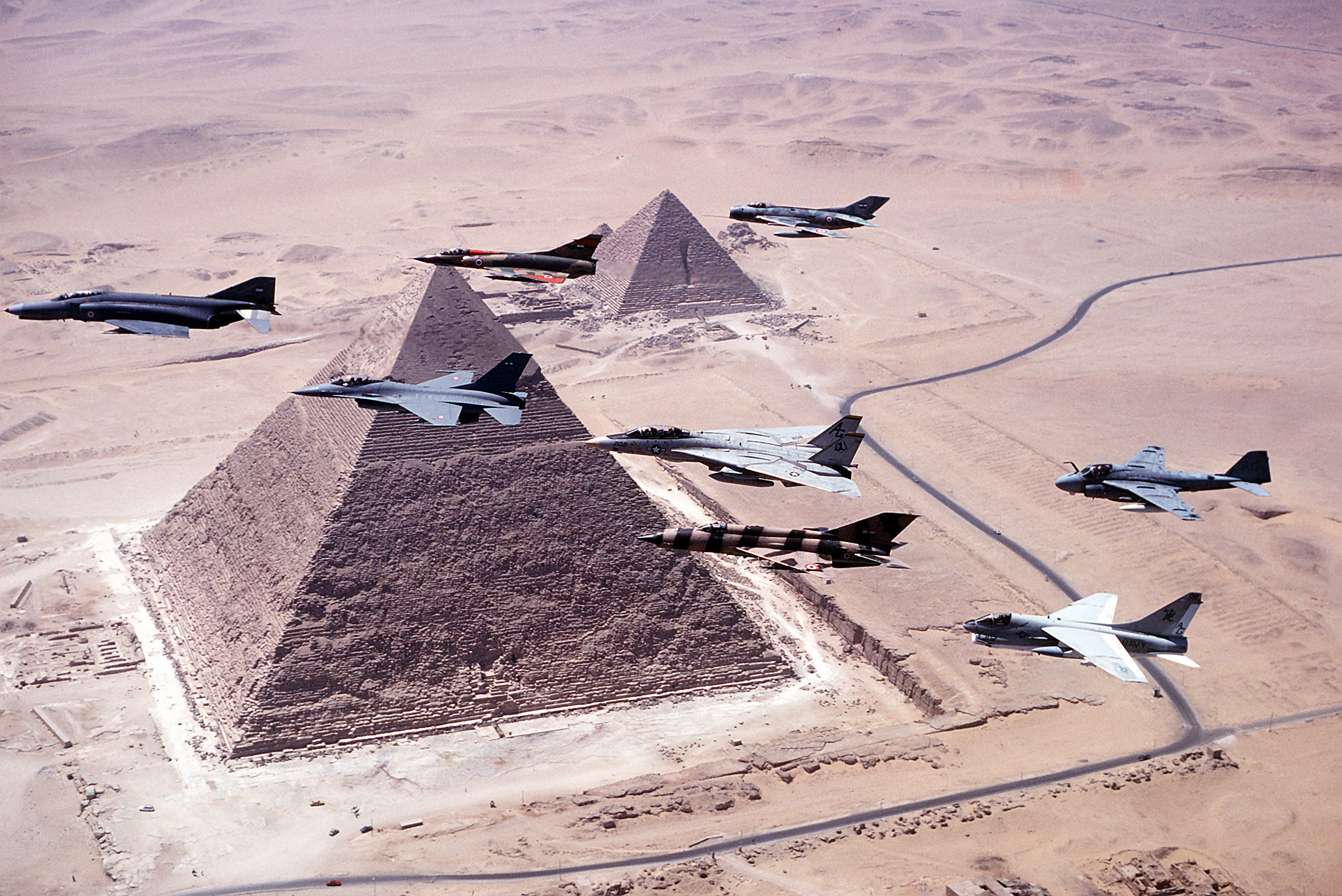
جنگنده بمب‌افکن‌های نیروی هوایی مصر و نیروی هوایی آمریکا در حال انجام یک تمرین نظامی مشترک بر فراز مجموعه اهرام جیزه.

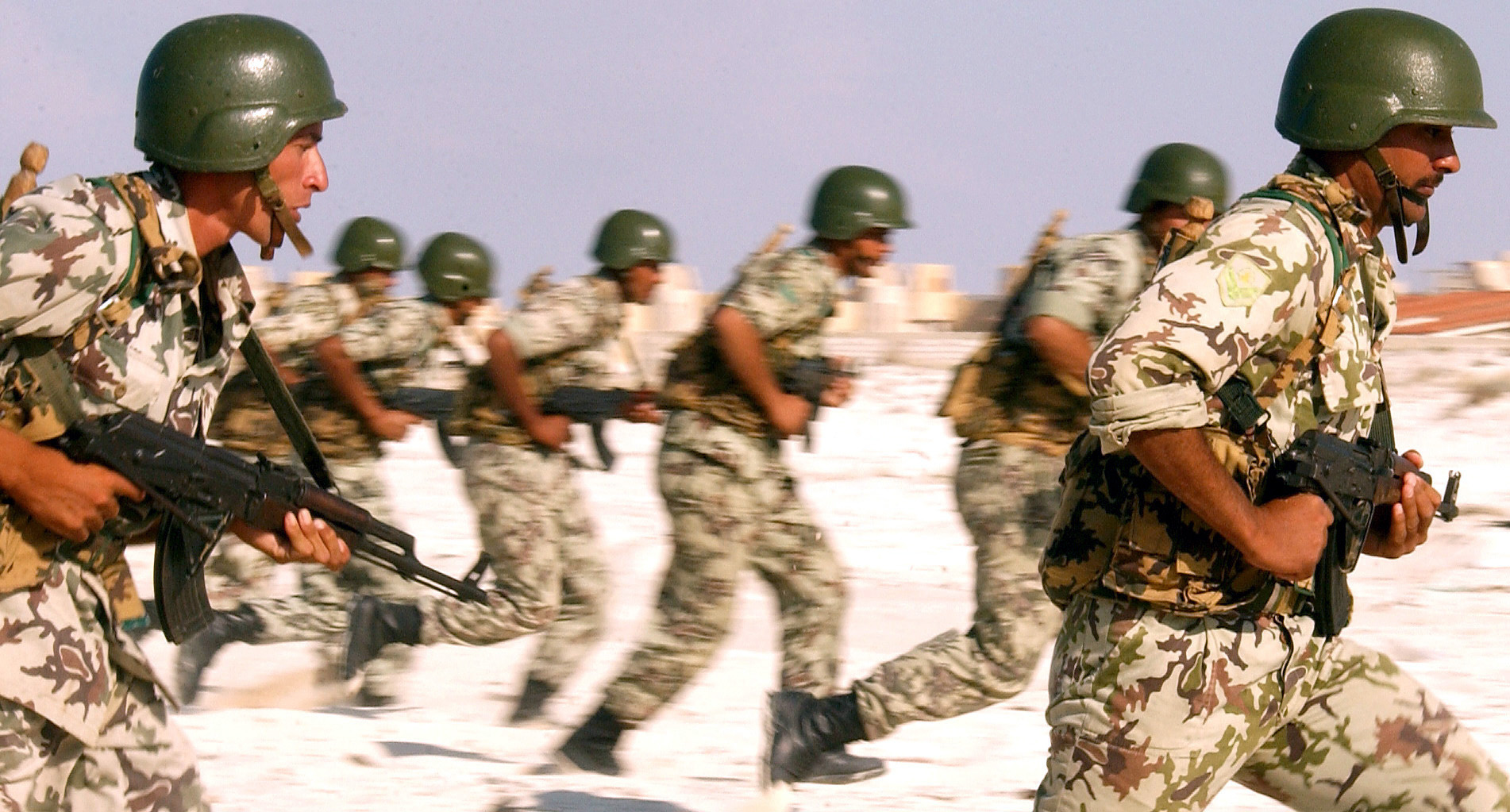
سربازان عضو تیپ گارد جمهوری.

نیروهای مسلح مصر (عربی: القوات المسلحة المصریة) نیروی نظامی کشور مصر است و وظیفهٔ آن، دفاع از مصر است. این نیرو از چهار نهاد جداگانه اصلی به نام‌های نیروی زمینی مصر، نیروی هوایی مصر، نیروی دریایی مصر و نیروهای پدافند هوایی مصر تشکیل می‌شود. رئیس‌جمهور مصر، فرمانده کل قوا در این کشور است.
همچنین نهادهای نظامی و شبهه‌نظامی دیگری از جمله گارد جمهوری و نیروهای گارد ملی از جمله دیگر نهادهای تشکیل‌دهنده نیروهای مسلح مصر هستند.
این نیرو تاکنون در جنگ‌های بزرگ و مهمی در خاورمیانه حضور داشته‌است. به‌طور کلی، مردم مصر برای ارتش خود احترام قائل هستند و بسیاری از مردم، آن را «نیروی میهن‌پرست» می‌دانند. پرسنل رسمی نیروهای مسلح مصر بین ۳۴۰ هزار تا ۵۰۰ هزار تخمین‌زده می‌شود. دولت ایالات متحده آمریکا، سالانه معادل یک میلیارد و سیصد میلیون دلار «کمک نظامی» به ارتش مصر می‌کند.
در رده‌بندی قوی‌ترین ارتش‌های گلوبال فایرپاور ۲۰۲۴، نیروهای مسلح مصر رتبه سوم خاورمیانه را به خود اختصاص داد.

## تاریخچه
در اوایل دههٔ ۱۹۵۰، سیاست، به‌جای صلاحیت نظامی، معیار اصلی ارتقاء افسران ارتش مصر بود. فرماندهٔ مصری، فیلد مارشال عبدالحکیم عامر، منصوبی صرفاً سیاسی بود که موقعیت خود را مدیون دوستی نزدیک با جمال عبدالناصر بود. در جریان بحران سوئز، او خود را به‌عنوان ژنرالی به‌شدت بی‌کفایت نشان داد. این موضوع، منجر به «بی‌اعتمادی و تحقیر» متقابل بین افسران و افرادی می‌شد که زیر نظر آن‌ها خدمت می‌کردند. تسوراس می‌نویسد که اسرائیلی‌ها «ابتکار عمل را در طول کارزار سوئز به‌دست گرفتند و به سرعت دفاع مصر را نابود کردند.» هرچند که در برخی مناطق، نیروهای دفاعی مصر، به خوبی سازماندهی شده بودند و سرسختانه می‌جنگیدند، اما در کل تفاوت چندانی ایجاد نشد. ناصر دستور عقب‌نشینی از شبه‌جزیره سینا را صادر کرد که به اسرائیلی‌ها اجازهٔ پیشروی داد. در ۵ نوامبر، فرود چتربازهای بریتانیا و فرانسه در منطقه کانال سوئز آغاز شد، اما در ۷ نوامبر، فشار ایالات متحده باعث شد که نبرد پایان یابد.
نیروهای مسلح مصر در مداخله خود در جنگ داخلی یمن شمالی نیز متحمل شکست فاجعه‌باری شدند.

### رابطه با ایران
در طول جنگ یوم کیپور، محمدرضا شاه پهلوی کمک‌هایی را به ارتش مصر در مقابل ارتش اسرائیل به‌عمل آورد. به‌طور تقریبی حدود دو سوم ارتش مصر در جنگ ایران و عراق، با نیروهای مسلح عراق همکاری کردند. همچنین در سال‌های دههٔ ۱۹۸۰، صدها هزار کارگر مصری (بین ۱٫۲ میلیون تا ۵ میلیون تخمین زده شده) در بخش‌های مختلف عراق و از جمله در ارتش آن کشور به کار مشغول بودند.

### انقلاب ۲۰۱۱ مصر

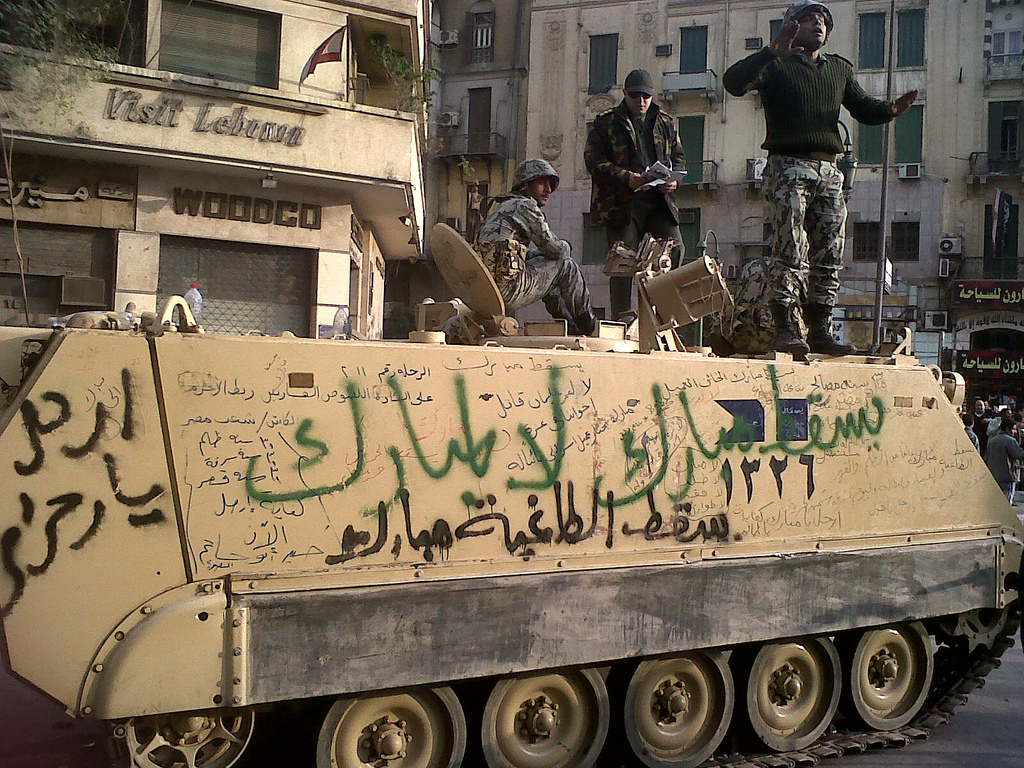
برخی از واحدهای ارتش مصر که در طول اعتراضات سراسری مصر به میدان تحریر قاهره اعزام شده‌بودند، به معترضان اجازه دادند که بر روی تانک‌ها و نفربرهای‌شان شعارهایی برضد حُسنی مبارک، فرمانده سابق نیروی هوایی مصر و رئیس‌جمهور وقت آن کشور بنویسند.

نیروهای مسلح مصر، در تاریخ ۱ فوریه ۲۰۱۱ میلادی، طی بیانیه‌ای با اعلام بی‌طرفی اعلام کرد که علیه تظاهرکنندگان مصری که خواستار برکناری حکومت حسنی مبارک هستند، به‌نفع رژیم حاکم، به زور متوسل نخواهد شد و به «حقوق مشروع مردم» احترام می‌گذارد.
حسنی مبارک، در تاریخ ۱۱ فوریه ۲۰۱۱ میلادی، (۲۲ بهمن ۱۳۸۹) از ریاست‌جمهوری مصر استعفا داد و حکومت را به «شورای عالی نیروهای مسلح مصر» واگذار کرد.
«شورای عالی نیروهای مسلح مصر» که پس از کناره‌گیری حسنی مبارک، اداره امور این کشور را در دست گرفت، در تاریخ ۱۳ فوریه ۲۰۱۱ میلادی، در بیانیه‌ای ضمن انحلال پارلمان مصر و تعلیق قانون اساسی این کشور، اعلام کرد که تا شش ماه دیگر «انتخابات آزاد برای انتقال قدرت به غیرنظامیان» برگزار خواهد شد.
افسران ارتش مصر در ۳ ژوئیهٔ ۲۰۱۱ علیه دولت رئیس‌جمهور منتخب، محمد مرسی، دست به یک کودتا زدند. این کودتا در پی اعتراضات گسترده‌ای که مردم خواستار استعفای مرسی بودند، انجام گرفت. در ۸ ژوئیهٔ ۲۰۱۳، درگیری بین گارد جمهوری‌خواه و حامیان مرسی باعث کشته شدن ۶۱ معترض شد. در ۱۴ اوت ۲۰۱۳، ارتش مصر به همراه پلیس مصر، کشتار رابعه را مرتکب شدند. در این رخداد، ۲۶۰۰ نفر جان باختند.
در مارس ۲۰۲۱، دیده‌بان حقوق بشر، ارتش مصر را به نقض قوانین بین‌المللی حقوق بشر و ارتکاب جنایات جنگی با تخریب بیش از ۱۲٬۳۰۰ ساختمان مسکونی و تجاری و ۶٬۰۰۰ هکتار زمین کشاورزی از سال ۲۰۱۳ در شمال منطقهٔ سینا متهم کرد.

## فرماندهی

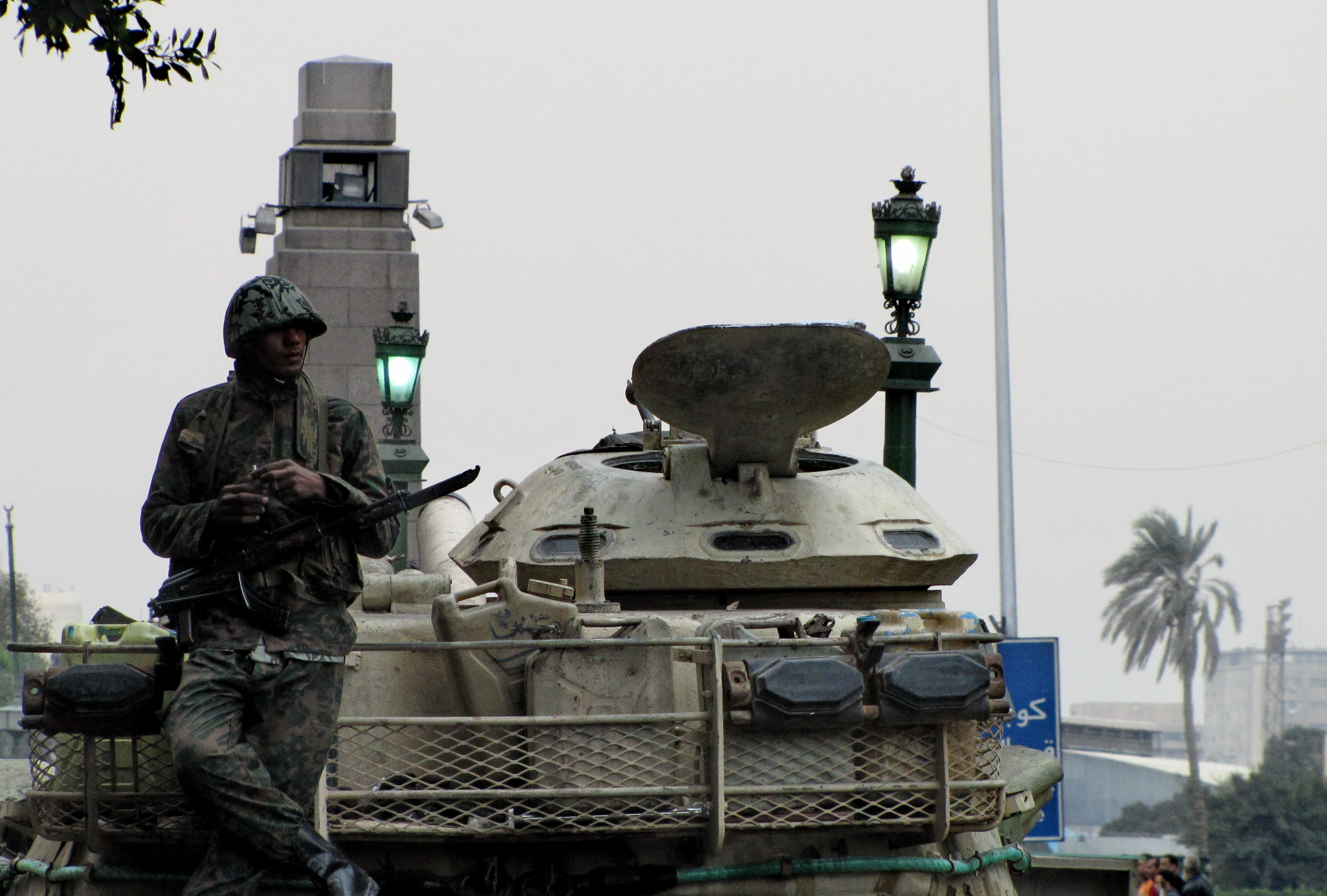
سربازی در میدان تحریر.

بر اساس قانون اساسی مصر اداره ارتش مصر برعهده وزارت دفاع مصر می‌باشد. وزیر دفاع و فرمانده کل نیروهای مسلح مصر، از ژوئن ۲۰۱۸، ارتشبد محمد احمد زکی است. سپهبد اسامه عسکر، از اکتبر ۲۰۲۱ رئیس ستاد ارتش مصر است. افسران ارشد در ارتش مصر، می‌توانند در مواقع نیاز، تشکیل شورایی ۲۳نفره به‌نام شورای عالی نیروهای مسلح مصر دهند. به‌عنوان مثال، در روزهای انقلاب ۲۰۱۱ مصر، رئیس‌جمهور حسنی مبارک استعفا داد و قدرت را در ۱۱ فوریه ۲۰۱۱ به این نهاد منتقل کرد.
از سال ۱۹۵۲ که افسران ارتش مصر به رهبری جمال عبدالناصر، حکومت سلطنتی را سرنگون کردند تمام رهبران این کشور از میان نظامیان برگزیده شده‌اند.

## تجهیزات و صنایع نظامی
تجهیزات نیروهای مسلح مصر، شامل تجهیزات ساخت کشورهای ایالات متحده، فرانسه، برزیل، بریتانیا، اتحاد جماهیر شوروی و جمهوری خلق چین است. این گسترهٔ متنوع از تجهیزات، می‌تواند باعث ایجاد مشکلاتی در سرویس‌دهی شود. تجهیزات اتحاد جماهیر شوروی به تدریج با تجهیزات مدرن‌تر ساخت ایالات متحده، فرانسه و بریتانیا جایگزین می‌شوند. بخش قابل‌توجهی از آن تجهیزات، مانند تانک‌های ام۱ آبرامز، تحت لیسانس کشور سازنده، در مصر تولید می‌شوند. مصر یکی از معدود کشورهای خاورمیانه و تنها کشور عربی دارای ماهواره شناسایی است.